# Everyday Life
| 전문가 평가          | 전문가 평가 |
| 총 점수              | 총 점수     |
| 출처                 | 점수        |
| -------------------- | ----------- |
| AnyDecentMusic?      | 6.8/10      |
| 메타크리틱           | 73/100      |
| 평가 점수            |             |
| 출처                 | 점수        |
| AllMusic             | [ 3 ]       |
| The A.V. Club        | B−          |
| The Daily Telegraph  | [ 5 ]       |
| Entertainment Weekly | B+          |
| The Guardian         | [ 7 ]       |
| The Independent      | [ 8 ]       |
| NME                  | [ 9 ]       |
| Pitchfork            | 6.8/10      |
| Rolling Stone        | [ 11 ]      |
| The Times            | [ 12 ]      |

《Everyday Life》는 영국의 록 밴드 콜드플레이가 2019년 11월 22일에 발매한 여덟 번째 스튜디오 음반이다. 상반기의 타이틀은 《Sunlies》와 다른 《Sunset》로 되어 있는 더블 음반(단일 CD로 발매)이다.

## 프로모션
2019년 10월 13일, 음반을 놀리는 밴드가 등장하는 흑백 포스터와 상파울루, 베를린, 홍콩, 시드니 등 세계 여러 도시에 "1919년 11월 22일"이 등장했다. 10월 19일에는 같은 주제를 담은 동영상 티저도 공개됐다. 이틀 후, 몇몇 팬들은 우편을 통해 밴드가 타이프로 쓴 노트를 받기 시작했다.

### 서라운드 사운드
이 음반은 돌비 애트모스 기술을 사용하여 녹음되었다.

### 라이브 퍼포먼스
11월 1일 온라인 기자 회견에서 콜드플레이는 음반 발매일인 11월 22일 요르단 암만에서 열린 두 번의 쇼에서 《Everyday Life》를 공연할 것이라고 발표했다. 첫 번째 쇼는 GMT 오전 4시에 음반 《Sunrise》의 전반기를 공연하는 밴드를 선보였고, 두 번째 쇼는 GMT 오후 2시에 선셋의 공연을 선보였다. 유튜브에서 생중계된 이 쇼는 이 밴드의 국내 첫 공연이었다. 두 쇼 모두 유튜브 오리지널로 홍보되고 광고되었다. 이 두 쇼는 관객 없이 공연되었지만, 다음날 밤 밴드는 요르단의 수도 암만에 있는 성채에서 그들의 첫 공개 공연을 했다. 11월 18일, 이 밴드는 11월 25일 런던 자연사 박물관에서 일회성 쇼를 발표했고, 이 쇼의 수익금은 환경 자선단체에 기부될 것이다. 하지만 이 밴드는 여행과 이 쇼의 환경 영향과 관련된 우려를 해소하기 전까지는 이 음반을 홍보하기 위해 월드 투어를 하지 않을 것이라고 발표했다.

## 싱글
〈Orphans〉와 〈Arabesque〉는 BBC 라디오 1의 애니 맥 쇼에서 2019년 10월 24일에 음반의 리드 싱글로 발매되었다. 〈Everyday Life〉는 2019년 11월 3일 세 번째 싱글로 발매되었다. 〈Daddy〉와 〈Champion of the World〉은 2019년 11월 20일 음반의 네 번째와 다섯 번째 싱글로 발매되었다.

## 상업 실적
《Everyday Life》는 영국 음반 차트 1위로 데뷔하여 콜드플레이의 여덟 번째 영국 1위 음반이 되었다. 이 음반은 《No.6 Collaborations Project》와 《Divinely Uninspired to a Hellish Extent》에 이어 영국에서 세 번째로 빨리 팔린 음반이었다. 또한 미국 빌보드 200에서 순수 음반 판매량 3만6000장을 포함해 4만8000장의 앨범 등가 단위를 기록하며 7위로 데뷔했다.

## 곡 목록
| #  | 제목                     | 작사·작곡                                                                                                   | 프로듀서                                                    | 재생 시간 |
| -- | ------------------------ | --- | ----------------------------------------------------------- | --------- |
| 1. | 〈Sunrise〉              | 가이 베리먼, 조니 버클랜드, 윌 챔피언, 크리스 마틴, 데이비드 로시                                           | 로시                                                        | 2:31      |
| 2. | 〈Church〉               | 베리먼, 버클랜드, 챔피언, 마틴, 암자드 사브리, 로시, 미켈 에릭센, 토르 헤르만센, 제이콥 콜리어, 노라 샤쿠르 | 릭 심슨, 다니엘 그린, 빌 라코, 엔젤 로페스, 페데리코 빈드버 | 3:50      |
| 3. | 〈Trouble in Town〉      | 베리먼, 버클랜드, 챔피언, 마틴                                                                              | 심슨, 그린, 라코                                            | 4:38      |
| 4. | 〈Broken〉               | 베리먼, 버클랜드, 챔피언, 마틴                                                                              | 심슨, 그린, 라코                                            | 2:30      |
| 5. | 〈Daddy〉                | 베리먼, 버클랜드, 챔피언, 마틴                                                                              | 심슨, 그린, 라코                                            | 4:58      |
| 6. | 〈WOTW / POTP〉          | 베리먼, 버클랜드, 챔피언, 마틴                                                                              | 심슨, 그린, 라코                                            | 1:16      |
| 7. | 〈Arabesque〉            | 베리먼, 버클랜드, 챔피언, 마틴, 드류 고다드, 페미 쿠티, 파울 판 하버르                                      | 심슨, 그린, 라코                                            | 5:40      |
| 8. | 〈When I Need a Friend〉 | 베리먼, 버클랜드, 챔피언, 마틴                                                                              | 심슨, 그린, 라코, 존 메트칼프                               | 2:35      |

| #  | 제목                      | 작사·작곡                                                                   | 프로듀서                                    | 재생 시간 |
| -- | ------------------------- | --------------------------------------------------------------------------- | ------------------------------------------- | --------- |
| 1. | 〈Guns〉                  | 베리먼, 버클랜드, 챔피언, 마틴                                              | 심슨, 그린, 라코                            | 1:55      |
| 2. | 〈Orphans〉               | 베리먼, 버클랜드, 챔피언, 마틴, 칼 샌드베리                                 | 심슨, 그린, 라코, 맥스 마틴, 로페스, 빈드버 | 3:17      |
| 3. | 〈Èkó〉                   | 베리먼, 버클랜드, 챔피언, 마틴                                              | 심슨, 그린, 라코                            | 2:37      |
| 4. | 〈Cry Cry Cry〉           | 베리먼, 버클랜드, 챔피언, 마틴, 콜리어, 버트 번스, 제리 라고보이            | 심슨, 그린, 라코                            | 2:47      |
| 5. | 〈Old Friends〉           | 베리먼, 버클랜드, 챔피언, 마틴                                              | 심슨, 그린, 라코                            | 2:26      |
| 6. | 〈بنی آدم〉               | 베리먼, 버클랜드, 챔피언, 마틴, 앨리스 콜트레인, 하코트 와이트, 사디 시라지 | 심슨, 그린, 라코                            | 3:14      |
| 7. | 〈Champion of the World〉 | 베리먼, 버클랜드, 챔피언, 마틴, 앤디 모나한, 스콧 허치슨, 사이먼 리델       | 심슨, 그린, 라코, 마틴, 로페스, 빈드버      | 4:17      |
| 8. | 〈Everyday Life〉         | 베리먼, 버클랜드, 챔피언, 마틴, 메트칼프                                    | 심슨, 그린, 라코, 로페스, 빈드버            | 4:18      |

## 인증
| 국가                               | 인증     | 판매량/출하량 |
| ---------------------------------- | -------- | ------------- |
| 프랑스 (SNEP)                      | 플래티넘 | 100,000       |
| 이탈리아 (FIMI)                    | 골드     | 25,000        |
| 네덜란드 (NVPI)                    | 골드     | 25,000        |
| 영국 (BPI)                         | 골드     | 100,000       |
| 판매량+스트리밍을 기반으로 한 인증 |          |               |